# Meas Sophea
Tướng Meas Sophea (sinh năm 1955) là một tướng lĩnh cao cấp trong Quân đội Hoàng gia Campuchia (RCAF). Tính đến năm 2013, ông là Phó Tổng tư lệnh Quân đội Hoàng gia Campuchia và Tư lệnh Lục quân Hoàng gia Campuchia.

## Thuở hàn vi
Tướng Sophea chào đời ở làng Banieve, xã Banieve, huyện Chhouk, tỉnh Kampot vào ngày 9 tháng 4 năm 1955. Do cuộc nội chiến tàn phá đất nước (tiếp theo là Mỹ và Việt Nam Cộng hòa xâm lược Campuchia vào năm 1970), ông bí mật tham gia Phong trào Mặt trận Dân tộc Giải phóng Campuchia ở tuổi 16.
Meas theo học tại trường tiểu học địa phương ở Banieve. Từ năm 1969 đến 1970, ông là học sinh của trường trung học phổ thông Chhouk. Do cuộc nội chiến khốc liệt ở Campuchia, Meas Sophea đã đến Việt Nam để hoàn thành việc học tại đây từ năm 1975 đến 1977, nhận bằng tốt nghiệp. Ông lấy bằng cử nhân, thạc sĩ và hoàn thành bằng tiến sĩ khoa học quân sự tại Học viện Quân sự Đà Lạt, Việt Nam năm 2010.

## Gia quyến
Năm 1980, Sophea kết hôn với Chhor Borey (sinh ngày 9 tháng 9 năm 1957 tại làng Vealvong, huyện Kampong Siem, tỉnh Kampong Cham). Hai vợ chồng có với nhau ba cô con gái và một cậu con trai.

## Binh nghiệp
Meas Sophea đã lãnh đạo nhiều trận chiến trong cuộc nội chiến giữa quân đội thân chính phủ và quân du kích Khmer Đỏ. Các trận chiến mà Sophea là chỉ huy bao gồm những trận đánh tại: Pailin, Preah Vihear, O'Smach, Koh Kong và Battambang.
Trong cuộc đảo chính tháng 7 năm 1997, Meas Sophea là một trong những chỉ huy đã đẩy lùi thành công quân du kích Khmer Đỏ và 500 chiến binh trung thành với Hoàng thân Norodom Ranariddh, tiến vào vùng biên giới. Năm 1998, ông chỉ huy thành công cuộc phản công cuối cùng ở Anlong Veng, thành trì cuối cùng của lực lượng Khmer Đỏ. Điều này dẫn đến việc bắt giữ Ta Mok, một nhà lãnh đạo hàng đầu của Khmer Đỏ.
Ông là một thành viên danh dự của đội đặc nhiệm Kopassus thuộc Quân đội Indonesia, và nhận được một chiếc mũ nồi đỏ vào năm 2005.